# Theobald von Bethmann-Hollweg
Theobald von Bethmann-Hollweg (Hohenfinow, 1856. november 29. – Hohenfinow, 1921. január 1.) német politikus. A Német Birodalom 5. kancellárja volt az 1909-től 1917-ig terjedő időszakban. A közigazgatás területén jó képességekkel rendelkezett, a kormányzást illetően nem.

## Élete
Theobald von Bethmann-Hollweg 1856. november 29-én született Hohenfinowban egy bankár és földbirtokos család gyermekeként. Strassburgban, Lipcsében és Berlinben folytatott jogi tanulmányokat, majd köztisztviselőként helyezkedett el. 1905-ben porosz belügyminiszternek, 1907-ben pedig a Birodalmi Hivatal belügyi államtitkárának nevezték ki. 1909. július 14-én Bernhard von Bülow utódjaként vette át a Német Birodalom kancellári teendőit.
Bethmann-Hollweg belpolitikája enyhén liberális volt, de szinte mindig engedett a nála radikálisabb és erősebb személyek nyomásának. Külpolitikát tekintve a britekkel nem sikerült megegyezésre jutnia a tengerészeti fegyverzetcsökkentést illetően (1909 márciusában és 1912 februárjában), a II. Vilmos által támogatott Alfred von Tirpitz tengernagy ellenállása miatt. Alfred von Kiderlen-Wächter, Bethmann-Hollweg államtitkára, idézte elő az 1911 júliusától novemberig tartó marokkói válságot, melyben a Német Birodalom meghátrálásra kényszerült Franciaországgal és Nagy-Britanniával szemben. Ennek ellenére Bethmann-Hollweg sikeresen együttműködött Sir Edward Grey brit külügyminiszterrel annak megakadályozásában, hogy a Balkán-háborúk egy komolyabb konfliktushoz vezessenek az Osztrák–Magyar Monarchia és az Orosz Birodalom között. Talán ez nevezhető a legnagyobb külpolitikai sikerének.
Hazai politikájában a német hadsereg bővítésére tett erőfeszítései nem csökkentették a Német Birodalom nemzetközi helyzetét érintő hazai aggodalmakat. Bár hitt abban, hogy a reichstagi többség támogatásán alapuló demokratikus monarchia létrehozása elkerülhetetlen, nem volt a parlamentáris kormányzás lelkes híve. A porosz választójogi reformra tett kísérlete komolyabb elhatározás híján elbukott.
Kétségtelen, hogy nem akart háborút, de egyes vélemények szerint szerepe volt a júliusi válság kirobbantásában, mivel az Osztrák–Magyar Monarchiát biztatta a Szerbia elleni fellépésre. Az ezt követő, az Osztrák–Magyar Monarchiának és az Orosz Birodalomnak küldött német figyelmeztetések már nem tudták megakadályozni az első világháború kitörését. A német katonai vezérkar nyomásának engedve végül hozzájárult a háború azonnali megkezdéséhez.
Ma már nincs egyetértés abban, hogy olyan tárgyalásos békéért tett volna erőfeszítéseket, ami kizárta volna a Német Birodalom területszerzését, de kétségtelen, hogy ezt volt az ő személyes álláspontja. A korábbi vélekedésekkel ellentétben nagyobb engedményekre kényszerült a nacionalista, hódításokat támogató személyek és a katonaság követelései irányában. 1916-ban megpróbálta közvetítőnek bevonni az Amerikai Egyesült Államokat. Ellenezte a korlátlan tengeralattjáró-háború bevezetését, mivel felfogta, hogy az amerikaiak háborúba való belépése el fogja dönteni annak menetét.
1917. április 7-én további ellentétbe került mind a katonai vezetőkkel, mind a polgári konzervatívokkal, amikor választójogi reformokra tett ígéreteket Poroszországban. 1917 júliusában a Reichstagban folyó békekötéssel kapcsolatos viták során lemondásra kényszerült. Helyére Georg Michaelis került 1917. július 14-én. Visszavonulása után, 1919 és 1921 között megírta a visszaemlékezéseit a világháborúról a Betrachtungen zum Weltkriege című, két részes könyvében. 1921. január 1-jén hunyt el Hohenfinowban.